# Alfredo Cirera

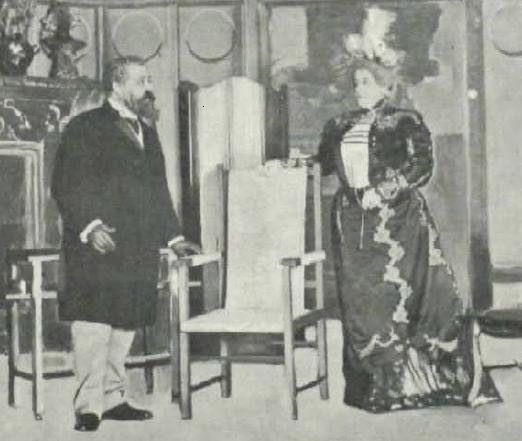
Alfredo Cirera con María Cancio en una imagen del estreno de la obra de Jacinto Benavente Más fuerte que el amor en el Teatro Español en 1906

Alfredo Cirera fue un actor español.

## Biografía
Uno de los grandes intérpretes teatrales españoles del primer tercio del siglo XX.
Se había iniciado en la interpretación en la década de 1890, época en la que se integró en la compañía de Emilio Thuillier y Carmen Cobeña, con los que estrenó Los condenados (1894), de Benito Pérez Galdós.
Sin embargo, su carrera estuvo sobre todo, estrechamente vinculada a la Compañía de María Guerrero y Fernando Díaz de Mendoza, en la que se mantuvo durante años y con la que tuvo ocasión de estrenar, en papeles de reparto, a los más destacados dramaturgos españoles de la época.
Así, participó en montajes de piezas de Benito Pérez Galdós: La de San Quintín (1894), Voluntad (1895), Mariucha (1903) y Alceste (1914), de Edmond Rostand: Cyrano de Bergerac ; del Premio Nobel de Literatura Jacinto Benavente: El dragón de fuego (1904), Más fuerte que el amor (1906), La princesa Bebé (1906), La noche del sábado (1912) y La vestal de Occidente (1919), de Ángel Guimerá: La araña, (1908), de Eduardo Marquina: Las hijas del Cid (1908), Doña María la Brava (1909), El rey trovador (1911) y Cuando florezcan los rosales (1913), de Manuel Linares Rivas: Añoranzas (1906), La fuente amarga (1910) y La fuerza del mal (1914), de Francisco Villaespesa: El alcázar de las perlas (1911), de los Hermanos Álvarez Quintero: Amores y amoríos (1908) y La calumniada (1919) y de Pedro Muñoz Seca: El último pecado (1918).
Posteriormente, se retiró de la interpretación.